# Adonis Thomas
Adonis Michael Thomas (Memphis, Tennessee; 25 de marzo de 1993) es un jugador de baloncesto estadounidense que actualmente se encuentra sin equipo. Con 2,01 metros de altura, juega en la posición de alero.

## Trayectoria deportiva

### Universidad
Jugó dos temporadas en los Tigers de la Universidad de Memphis, en las que promedió 10,7 puntos, 4,0 rebotes y 1,5 asistencias por partido. En su segunda temporada fue incluido en el tercer mejor quinteto de la Conference USA, y poco después se declaró elegible para el draft de la NBA.

### Profesional
Tras no ser elegido en el Draft de la NBA de 2013, se unió a los Atlanta Hawks para disputar la NBA Summer League, pero fue despedido antes del comienzo de la temporada. Días después fichó por los Brooklyn Nets, pero una semana después fue nuevamente cortado.
En noviembre de 2013 fue adquirido por los Springfield Armor de la NBA D-League, con los que jugó una temporada en la que promedió 16,6 puntos y 4,3 rebotes por partido, siendo elegido en el Mejor quinteto de rookies de la liga. En febrero firmó por 10 días con los Orlando Magic, con los que disputó cuatro partidos en los que promedió 1,8 puntos. Regresó posteriormente a los Armor, hasta que el 7 de abril fichó por 10 días con los Philadelphia 76ers.
En julio de 2015 fichó por los Detroit Pistons tras haber promediado 8,6 puntos y 4,0 rebotes por partido en la NBA Summer League, pero tras una lesión fue cortado, volviendo a los Grand Rapids Drive, pero en diciembre una nueva lesión le haría perderse el resto de la temporada.
El 26 de agosto de 2016 fichó por el Scandone Avellino de la liga italiana por una temporada.
[actualizar]
El 13 de agosto de 2020 firma por una temporada con el B.C. Astana de la Kazakhstan Basketball Championship y la VTB United League.
En la temporada 2021-22, firma por el KK Krka Novo Mesto de la 1. A slovenska košarkarska liga.
En julio de 2022, firma por el Stal Ostrów Wielkopolski de la Polska Liga Koszykówki (PLK) polaca.

### Selección nacional
En 2009 participó con la selección júnior de Estados Unidos en el Campeonato FIBA Américas Sub-16 celebrado en Argentina y proclamándose campeón.

## Estadísticas de su carrera en la NBA

### Temporada regular
| Año     | Equipo       | PJ | PT | MPP | %TC  | %3P  | %TL   | RPP | APP | ROB | TPP | PPP |
| ------- | ------------ | -- | -- | --- | ---- | ---- | ----- | --- | --- | --- | --- | --- |
| 2013-14 | Orlando      | 4  | 0  | 6.0 | .333 | .000 | 1.000 | .8  | .5  | .0  | .0  | 1.8 |
| 2013-14 | Philadelphia | 2  | 1  | 6.5 | .600 | .500 | .000  | .0  | .5  | .0  | .0  | 3.5 |
| Total   | Total        | 6  | 1  | 6.2 | .429 | .200 | 1.000 | .5  | .5  | .0  | .0  | 2.3 |